# Peter Camejo
Peter Miguel Camejo (New York, 31 dicembre 1939 – Folsom, 13 settembre 2008) è stato un attivista e politico statunitense.

## Biografia
Nato in una famiglia benestante di origine venezuelana (suo padre era ingegnere sanitario), trascorse l'infanzia nella terra dei suoi genitori e in quanto esperto velista partecipò alle Olimpiadi di Roma 1960. Tornò negli USA per iscriversi al Massachusetts Institute of Technology, dove divenne un discreto giocatore di calcio, per poi studiare storia all'università di Berkeley, California.
Eletto al consiglio studentesco, guidò alcune proteste contro la guerra del Vietnam tanto che l'allora governatore Ronald Reagan lo descrisse come uno dei dieci cittadini californiani più pericolosi. Solidale con il movimento afro-americano, nel 1965 partecipò alla Marce da Selma a Montgomery (Alabama).
Orientato verso l'estrema sinistra, Camejo si iscrisse al Partito Socialista dei Lavoratori: divenutone segretario, lo fece allineare al movimento studentesco; supportato dal partito, si candidò alle elezioni presidenziali del 1976, in cui ottenne solo lo 0,1% dei voti.
Negli anni Ottanta Camejo approdò a un'ideologia più moderata e il Socialist Workers Party lo espulse. Aderì ai Verdi e nel 2002 si candidò come governatore della California: ottenne il 5,3% dei voti, un ottimo risultato considerando che il bipartitismo americano è estremamente consolidato in tutti gli Stati. I Verdi lo ricandidarono nel 2003, ma stavolta ottenne meno successo (2,8%).
Nel 2004 tentò di ottenere la nomination presidenziale dai Verdi, ma fu accusato di brogli elettorali durante le primarie e costretto a ritirarsi. Successivamente accettò l'offerta di Ralph Nader, che lo scelse come suo vice in vista delle presidenziali del 2004; Nader, seppur ufficialmente indipendente, era supportato dal Reform Party: un partito di destra, fondato dal multimilionario Ross Perot, appoggiò così due candidati provenienti dai Verdi e dalle file della sinistra radicale.
Il ticket Nader/Camejo non funzionò: la coppia ottenne solo lo 0,3% dei consensi. Camejo tentò allora per la terza volta la candidatura come governatore della California, ma ormai la rottura coi Verdi era definitiva: senza l'appoggio di alcun partito, ottenne il 2,3%. Nel 2008, pochi mesi prima delle elezioni presidenziali, convinse il piccolo movimento californiano Peace and Freedom Party ad appoggiare la candidatura a presidente degli Stati Uniti del vecchio amico Nader: questa fu la sua ultima azione politica.
Residente ormai da tanto tempo a Folsom, insieme alla moglie Morella e alla figlia Alexandra, morì improvvisamente il 13 settembre del 2008 a causa di un linfoma, un cancro considerato ormai curabile.